# Veinte años
Veinte Años, (in spagnolo:Vent'anni) è una canzone composta dalla cantautrice e chitarrista Maria Teresa Vera (con testo di Guillermina Aramburu) ed è la sua signature song.
Nel 1996 il brano fu inciso nella versione di Omara Portuondo con il collettivo Buena Vista Social Club, nell'omonimo album prodotto da Ry Cooder. La versione acustica di Isaac et Nora compare nella colonna sonora del film La dea fortuna di Ferzan Özpetek (2019).

## Musicisti
- Omara Portuondo -voce
- Compay Segundo - voce, chitarra
- Ry Cooder - chitarra
- Barbarito Torres - laud
- Orlando "Cachaito" López - basso
- Alberto "Virgilio" Valdés - maracas
- Joachim Cooder - dumbek